# Carl Peter af Klintberg
Carl Peter af Klintberg, född 19 november 1767 i Gävle, död 15 juli 1826 i Uppland, var en svensk jurist.

## Biografi
Carl Peter af Klintberg var son till färgaren Jakob Klintberg. Han blev student vid Uppsala universitet 1784 och antogs som auskultant i Kommerskollegium 1788 utan examen. Efter att ha passerat en rad underordnade befattningar blev han 1802 sekreterare, 1808 assessor och 1813 kommerseråd. I det vid 1815 års riksdag tillsatta särskilda utskottet för att utreda och föreslå lösningar på den ekonomiska krisen, fungerade Klintberg som sekreterare. 1817 utnämndes han till ledamot av Tulldirektionen och statssekreterare för handels- och finansärenden, och fick till uppgift att genomföra det av 1815 års riksdags särskilda utskott anbefallda programmet. 1821 blev Klintberg tillförordnad och 1824 ordinarie president i Kommerskollegium. Han anlitades även för skilda kommittéuppdrag av ekonomiskt administrativ natur. Trots att han i sin näringspolitiska åsikt snarast var konservativ blev han 1816 ledamot av kommittén för revision av skråförfattningarna i mera liberal riktning. Klintberg tillhörde även flera kommittéer i finansiella och näringspolitiska frågor, bland annat av den svenska och norska kommitté som tillsattes 1824 för att granska ländernas kommersiella förbindelser. af Klintberg adlades 1820. Han var ägare till Söderby i Odensala socken.
Han invaldes som ledamot nummer 227 i Kungliga Musikaliska Akademien den 25 februari 1818. af Klintberg blev även ledamot av Lantbruksakademien 1813 och Vetenskapsakademien 1815 samt dess preses 1817. 

### Övriga källor
- Nyström, Pia, Kyhlberg-Boström Anna, Elmquist Anne-Marie, Kungl. Musikaliska akademien: matrikel 1771-1995.